# Kecamatan Badar
Kecamatan Badar är ett distrikt i Indonesien. Det ligger i den västra delen av landet, 1 500 km nordväst om huvudstaden Jakarta.